# 居茨科
居茨科（德語：Gützkow，發音：[ˈɡʏtskoː] ⓘ）是德国梅克伦堡-前波美拉尼亚州前波美拉尼亚-格赖夫斯瓦尔德县的城市，面积57.65平方千米，2023年12月31日人口为2,955人。